# Vicente Pernía
Vicente Alberto Pernía (Tandil, Provincia de Buenos Aires; 25 de mayo de 1949), más conocido por su apodo «Tano» es un exfutbolista y expiloto de automovilismo argentino. Se desempeñó como futbolista entre las décadas de 1970 y 1980, para luego comenzar en la década de 1990 su carrera como piloto de automovilismo. 
Como futbolista, su posición era la de defensor, caracterizándose por su personalidad y vehemencia. Con Boca Juniors conquistó un total de seis títulos y es considerado uno de los mejores laterales derechos de la historia del equipo por su gran calidad defensiva, su marcaje, su inteligencia y su juego aéreo.
Una vez retirado del fútbol, decidió ingresar en el automovilismo nacional, compitiendo en el Turismo Nacional y en el Turismo Carretera, categoría en la cual obtuviera un pequeño número de victorias y el subcampeonato del año 1997 con Ford Falcon, por detrás del multicampeón Juan María Traverso.

## Biografía
Vicente Alberto Pernía nació el 25 de mayo de 1949 en Tandil. Es padre de Leonel y Mariano, ambos exjugadores y actuales pilotos de Turismo Carretera de categorías de nivel nacional de Argentina. También es tío de la futbolista de Boca Juniors Clarisa Huber.

## Trayectoria como futbolista
Pernía comenzó su carrera de futbolista en Estudiantes de La Plata en el año 1969. En 1973, pasó a Boca Juniors. Allí, obtuvo varios títulos bajo la dirección técnica de Juan Carlos Lorenzo, como la Copa Libertadores 1977, 1978 y la primera Copa Intercontinental de Boca, en 1977. Pernía estuvo casi diez años en el club de la Ribera hasta que en 1982, pasó al Club Atlético Vélez Sarsfield donde disputó una temporada sola y más tarde anunció su retiro del futbol profesional. Años después de su retiro, en diversas oportunidades sonó como posible entrenador de Boca Juniors, pero nunca logró sentarse en el banquillo local de La Bombonera. por tener diferencias con Mauricio Macri

## Trayectoria como corredor
Después de su retiro, el «Tano» dio sus primeros pasos en el Turismo Carretera, logrando un subcampeonato con Ford y convirtiéndose en ídolo de la marca. Su hijo menor Mariano Pernía también fue futbolista y representó a España en el Mundial 2006 jugado en Alemania, mientras que su hijo mayor Leonel Pernía actualmente es piloto de automovilismo de velocidad, destacándose en el Turismo Carretera y en el TC 2000 como defensor de Renault.
Tras su retiro, Pernía inició una segunda carrera como automovilista. Ganó un puñado de carreras y en 1997, obtuvo el subcampeonato en la categoría Turismo Carretera.

## Selección nacional de fútbol
En la década de 1970 Pernía era considerado como uno de los mejores defensores en el fútbol argentino. A pesar de eso tuvo pocas oportunidades en la selección nacional y no jugó ningún Mundial. Para el Mundial 1978, el técnico de la selección argentina César Luis Menotti prefirió a Jorge Olguín en su puesto a pesar de ser considerado por la afición como un jugador bastante inferior a Pernía y jugar como marcador central.

## Clubes
| Club                    | País      | Año         |
| ----------------------- | --------- | ----------- |
| Estudiantes de La Plata | Argentina | 1969 - 1973 |
| Boca Juniors            | Argentina | 1973 - 1982 |
| Vélez Sársfield         | Argentina | 1982 - 1983 |

## Estadísticas
Datos actualizados al fin de la carrera deportiva.
| Estudiantes de La Plata Argentina |               |               |     |    |    |     |     |    |
| 1.ª | N-1969        | 4             | 0   | -  | -  | 4   | 0   |    |
| 1.ª | M-1971        | 6             | 0   | -  | -  | 6   | 0   |    |
| 1.ª | N-1971        | 1             | 0   | -  | -  | 1   | 0   |    |
| 1.ª | M-1972        | 29            | 0   | -  | -  | 29  | 0   |    |
| 1.ª | N-1972        | 13            | 0   | -  | -  | 13  | 0   |    |
| Total club | Total club    | 53            | 0   | 0  | 0  | 53  | 0   |    |
| Boca Juniors Argentina |               |               |     |    |    |     |     |    |
| 1.ª | M-1973        | 19            | 0   | -  | -  | 19  | 0   |    |
| 1.ª | N-1973        | 14            | 0   | -  | -  | 14  | 0   |    |
| 1.ª | M-1974        | 17            | 0   | -  | -  | 17  | 0   |    |
| 1.ª | N-1974        | 19            | 0   | -  | -  | 19  | 0   |    |
| 1.ª | M-1975        | 32            | 1   | -  | -  | 32  | 1   |    |
| 1.ª | N-1975        | 13            | 1   | -  | -  | 13  | 1   |    |
| 1.ª | M-1976        | 21            | 1   | -  | -  | 21  | 1   |    |
| 1.ª | N-1976        | 5             | 0   | -  | -  | 5   | 0   |    |
| 1.ª | M-1977        | 17            | 2   | 13 | 0  | 29  | 2   |    |
| 1.ª | N-1977        | 8             | 1   | -  | -  | 8   | 1   |    |
| 1.ª | M-1978        | 16            | 0   | 11 | 0  | 27  | 0   |    |
| 1.ª | N-1978        | 1             | 0   | -  | -  | 1   | 0   |    |
| 1.ª | M-1979        | 10            | 1   | 7  | 0  | 17  | 1   |    |
| 1.ª | N-1979        | 8             | 0   | -  | -  | 8   | 0   |    |
| 1.ª | M-1980        | 14            | 0   | -  | -  | 14  | 0   |    |
| 1.ª | N-1980        | 7             | 1   | -  | -  | 7   | 1   |    |
| 1.ª | M-1981        | 16            | 2   | -  | -  | 16  | 2   |    |
| Total club | Total club    | 237           | 10  | 31 | 0  | 268 | 10  |    |
| Vélez Sarsfield Argentina |               |               |     |    |    |     |     |    |
| 1.ª | N-1982        | 10            | 1   | -  | -  | 10  | 1   |    |
| 1.ª | M-1982        | 9             | 0   | -  | -  | 9   | 0   |    |
| Total club | Total club    | 19            | 1   | 0  | 0  | 19  | 1   |    |
| Total carrera | Total carrera | Total carrera | 309 | 11 | 31 | 0   | 340 | 11 |
| (1) Incluye datos de la Copa Libertadores, Copa Intercontinental, Copa Interamericana. (2) No se consideran goles en encuentros amistosos. |               |               |     |    |    |     |     |    |

### Selección nacional
| Selección | Año   | Amistoso | Amistoso | Total | Total |
| Selección | Año   | PJ       | G        | PJ    | G     |
| --------- | ----- | -------- | -------- | ----- | ----- |
| Argentina |       |          |          |       |       |
| 1974      | 3     | 0        | 3        | 0     |       |
| 1977      | 4     | 0        | 4        | 0     |       |
| Total     | Total | 7        | 0        | 7     | 0     |

## Palmarés

### Campeonatos nacionales
| Título           | Club         | País      | Año    |
| ---------------- | ------------ | --------- | ------ |
| Primera División | Boca Juniors | Argentina | M-1976 |
| Primera División | Boca Juniors | Argentina | N-1976 |
| Primera División | Boca Juniors | Argentina | M-1981 |

### Campeonatos internacionales
| Título                | Club         | Sede         | Año  |
| --------------------- | ------------ | ------------ | ---- |
| Copa Libertadores     | Boca Juniors | Montevideo   | 1977 |
| Copa Intercontinental | Boca Juniors | Karlsruhe    | 1977 |
| Copa Libertadores     | Boca Juniors | Buenos Aires | 1978 |